# 白靜
白静（1983年6月4日—2012年2月28日），锡伯族，辽宁调兵山人，毕业于中央戏剧学院表演系，中国大陆女演员。

## 生平
白静早年毕业于中央戏剧学院2002级表演系。因多次出演音乐剧而闻名，后加入中国儿童艺术剧院。
白静因《功夫咏春》的优异表现被叶问之子叶准收为弟子，在第19届金鸡百花电影节上举行了拜师仪式。

## 个人生活

### 相恋
2004年，通过一位话剧导演，周成海认识了大三学生白静，周成海很快被吸引，白静在明知周成海已婚的情况下与其恋爱，两人认识后约会的第一顿是白静请客吃的路旁小摊贩卖的麻辣烫。
2006年，为了和白静结婚，周成海和妻子离婚，此事遭到周母家人和朋友们的强烈反对。白静出演《边塞匪事》（血色湘西）时，其当时的情夫，后来的丈夫曾大把投资相助。
2008年3月，周成海和白静登记结婚。
2010年10月，白静和周成海结婚，周成海的母亲表态强烈反对二人的婚事。
2011年，白静、周成海还有乔宇三人一起往海南旅游。

### 出轨
白静和周成海结婚之后，白静与健身教练乔宇发生婚外情，被爆和乔宇合谋骗取了周成海两千万人民币，并设计拍摄周成海“嫖娼”视频，以此为依据要求离婚并分割财产。农历二零一二年正月初九，白静找在医院照料母亲的周成海离婚并索要财产，周母听到消息后，触发心脏病去世，两人矛盾再次加剧。

### 离婚
2012年2月13日，白静向北京市朝阳区人民法院提请离婚，并在离婚诉讼中说丈夫周成海有小三，由乔宇所拍的周成海与其他女子性爱影片为证，自己遭受丈夫的家庭暴力等等。

### 命案
2012年2月28日，周成海以离婚谈判的说法约见白静，两人见面后，周成海直接刺了白静三刀，白静当场死去，周成海打了一个电话给秘书，说“白静太狠了，没有退路了。”而周成海随后也自杀。
2015年3月24日，北京市二中院認定喬宇詐騙周成海236萬元，一審以詐騙罪判處其入獄11年。宣判後，喬提出上訴。2016年8月，二中院再審後維持一審，仍以诈骗罪判决乔宇有期徒刑11年，并处罚金1.1万元。

## 作品

### 电影
| 年份          | 中文名称         | 角色   | 合作演员                           | 导演   | 备注 |
| ------------- | ---------------- | ------ | ---------------------------------- | ------ | ---- |
| 2008年4月3日  | 三国志之见龙卸甲 | 糜夫人 | 刘德华，李美琪，洪金宝，濮存昕     | 李仁港 |      |
| 2009年4月23日 | 铁人             | 郭小米 | 吴刚，黄渤，刘烨，马苏             | 尹力   |      |
| 2009年5月13日 | 走着瞧           | 彩凤   | 文章，岳红                         | 李大为 |      |
| 2010年11月2日 | 功夫咏春         | 严咏春 | 余少群，邹兆龙，惠英红，元华，元秋 | 张同祖 |      |

### 电视剧
| 年份   | 中文名称       | 角色             | 合作演员                             | 导演           | 备注 |
| ------ | -------------- | ---------------- | ------------------------------------ | -------------- | ---- |
| 2007年 | 血色湘西       | 田穗穗           | 李桓，张光北，刘敏涛，黄若萌，高梓淇 | 龚若飞         |      |
| 2009年 | 滚滚血脉       | 青少年时期的鲜红 | 何家劲，萧大陆，午马，陆一龙，李永林 | 刘立立，李宝能 |      |
| 2011年 | 大丽家的往事   | 陈巧             | 王茜华，曹曦文，王新军，严崐         | 李大为         |      |
| 2011年 | 荣河镇的男人们 | 秀丽             | 李桓，郭达，蔡明，谢园               | 张惠中         |      |
| 2012年 | 自古英雄出少年 | 绣云             | 释小龙，孙一明，汤镇宗，郑佩佩       | 李潮洋、金姝丽 |      |

## 奖项
2011年，白静荣获第13届中国电影表演学会奖金凤凰奖。